# Rosalia sanguinolenta
Rosalia sanguinolenta là một loài bọ cánh cứng trong họ Cerambycidae.